# Guglia dell'Immacolata di Materdei

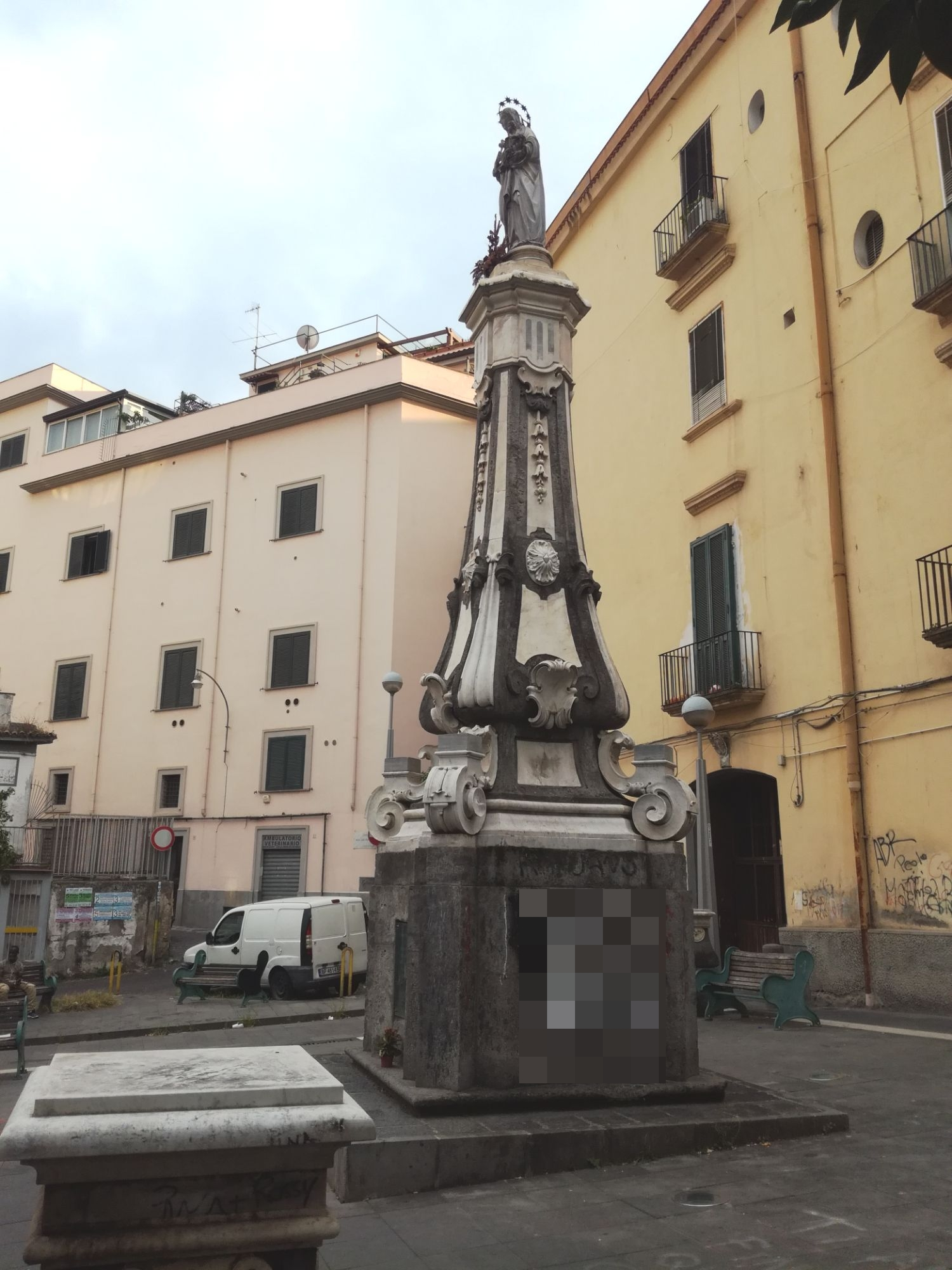
La guglia

La guglia dell'Immacolata di Materdei è una delle guglie di Napoli. È situata nel Rione Materdei, nello slargo prospiciente via Ugo Falcando, nei pressi della stazione della linea 1.
Prima di essere collocato nel luogo attuale, il monumento si trovava nel chiostro dell'ex-conservatorio della Concezione.
Nel 2003, dopo pressioni da parte di comitati locali, il monumento fu sottoposto a restauro e nel 2004 inaugurato nel suo ritrovato splendore e nella sua nuova collocazione.

## Descrizione
Il piedistallo, di stile tardobarocco e risalente al XVIII secolo, è stato attribuito a Giuseppe Astarita. Di gusto vaccariano, è alto 10 metri, in marmo bianco e piperno e presenta i tipici caratteri dell'arte barocca: linee morbide e ardite, volumi e fregi sfarzosi. Agli angoli del monumento si trovano quattro piccole basi in marmo e piperno, della stessa fattura e provenienza della guglia.
La statua della Madonna che svetta sulla guglia è stata ritenuta dopo i restauri opera di Domenico Gagini, databile verso il 1470.  Dalla veste ben disegnata nelle tante pieghe, col braccio sinistro sostiene Gesù Bambino che mantiene un libro, mentre stringe nella mano destra una sfera, probabilmente il globo terrestre.
Quella che oggi domina lo slargo dove si trova la guglia è una copia dell'originale, custodita nel Museo civico di Castel Nuovo per evitare che il prezioso monumento ripiombasse nel deterioramento che aveva subito per molto tempo fino al restauro. Un'altra copia è stata donata alla chiesa di Santa Maria di Materdei.

## Ipotesi sull'origine del monumento
Dato il grande scarto temporale tra la statua di Gagini e la guglia, sono state fatte molte ipotesi: la prima sostiene che la statua sia stata posta sul piedistallo per fungere da modello per la più famosa (e coeva) guglia dell’Immacolata di Piazza del Gesù Nuovo, voluta dal gesuita Padre Francesco Pepe che nel 1743 aveva fondato il Conservatorio della Concezione, dove il monumento era in precedenza collocato.
Questa ipotesi è stata fatta (in parte) propria da Francesco Divenuto per spiegare l'origine del piedistallo barocco. Il Divenuto infatti sostiene che il monumento sarebbe stato una prova che avrebbe permesso a Giuseppe Genuino, il progettista della guglia del Gesù, e ai suoi collaboratori di controllare gli elementi figurativi. Successivamente sarebbe stata collocata nel conservatorio.
Sappiamo inoltre che Giuseppe Astarita partecipò al concorso per la guglia del Gesù; questo avvalora la tesi dell'attribuzione a lui della guglia di Materdei.
Un'altra ipotesi ritiene che la statua di Gagini appartenesse al rinascimentale Palazzo Sanseverino e che venisse spostata in quel luogo nel Settecento. Infine c'è chi pensa che la statua sia originaria della zona e che fosse collocata in un'indefinita cappella prima di essere posta sulla guglia.